# NGC 6272
NGC 6272 (другие обозначения — ZWG 169.22, KUG 1656+280, PGC 59367) — галактика в созвездии Геркулес.
Этот объект входит в число перечисленных в оригинальной редакции «Нового общего каталога».